# Daloy Politsey

Daloy Politsey (en yiddish : דאַלוי פּאָליציי), également connu sous le nom de In Ale Gasn (en yiddish : אין אַלע גאַסן, mot-à-mot « Dans toutes les rues ») est une chanson de protestation anti-autoritaire en langue yiddish. La version moderne de la chanson, celle qui est généralement chantée et enregistrée, est en fait une combinaison de deux chansons de protestation différentes yiddish russes de la fin du XIXe siècle et du début du XXe siècle ; Hey Hey Daloy Politsey et In Ale Gasn respectivement. La chanson moderne a été enregistrée en 1972 par le Yiddish Youth Ensemble sur l'album Yiddish Songs of Work and Struggle. L'enregistrement est apparu plus tard dans la bande sonore du film documentaire Free Voice of Labor: The Jewish Anarchists. Les deux chansons ont été historiquement associées au mouvement bundiste (en) (bien qu'aucune des paroles ne soit explicitement bundiste) ainsi qu'au mouvement anarchiste juif. Les deux chansons ont été chantées pendant les révolutions russes comme cri de ralliement des Juifs révolutionnaires socialistes et anarchistes.

## Composition

### In Ale Gasn
Les deux premiers couplets de la chanson combinée proviennent d'une chanson nommée In Ale Gasn. In Ale Gasn était en soi une chanson ouvrière appelant à la grève et/ou à une action industrielle, un phénomène courant à l'époque dans la Russie impériale, en particulier au sein de la population juive. Les premières versions écrites de la chanson apparaissent dans deux recueils différents de chansons folkloriques yiddish à Kiev, datant respectivement de 1933 et 1934.

### Daloy Politsey
Le reste de la chanson, y compris son refrain, provient de la chanson Daloy Politsey. La chanson elle-même a été écrite pour la première fois à l'époque de la révolution de 1905 et appelle spécifiquement au renversement du tsar Nicolas. À l'origine, la chanson était chantée avec un leader chantant les couplets (souvent improvisés) et un chœur parlant-chantant le refrain dans un format d'appel et de réponse. Daloy Politsey critique également les « Juifs utiles (en) », soulignant que malgré l’ascension sociale du statut de balayeur de rue à celui de capitaliste, un changement systémique est toujours nécessaire.

## Utilisation dans l'activisme politique contemporain
De nombreux interprètes ont chanté Daloy Politsey  au XXIe siècle, réarrangeant ses paroles pour correspondre à la réalité du moment. 

## Enregistrements
- Bande sonore de Free Voice of Labor : The Jewish Anarchists, arr. Zalmen Mlotek avec un inconnu, 1980[2] Enregistrement [premier enregistrement connu] ;
- In Love And In Struggle: The Musical Legacy Of The Jewish Labor Bund, avec Zalmen Mlotek, Adrienne Cooper, Dan Rous avec The New Yiddish Chorale et The Workmen's Circle Chorus, 1999[1] Enregistrement [traduit certains couplets en anglais] ;
- Fayvish, Yiddpop avec Alan Bern et Paul Brody, enregistrement de 2010 ;
- Victory Party, Geoff Berner, 2011 Enregistrement [en anglais] ;
- Este Infierno, Bestiäro, Enregistrement 2015 [en espagnol] ;
- Une petite lettre, Brivele, 2018 Enregistrement [couplet supplémentaire en anglais] ;
- Millennial Bundist, Isabel Frey, 2020 Enregistrement [couplets supplémentaires en allemand] ;
- Boum ! , Rajtaraj, Enregistrement de 2021.

## Paroles

### Version originale en yiddish
| Yiddish, | Translittération, | Traduction française, |
| --- | --- | --- |
| אין אַלע גאַסן וווּ מען גייט הערט מען זאַבאַסטאָווקעס ייִנגלעך מיידלעך קינד־און־קייט שמועסן פֿון נאַבאָווקעס גענוג שוין ברידער האָרעווען גענוג שוין באָרגן־לייַען מאַכט אַ זאַבאַסטאָווקע לאָמיר ברידער זיך באַפֿרייַען ברידער און שוועסטער לאָמיר זיך געבן די הענט לאָמיר ניקאָלייַקעלען צעברעכן די ווענט כאָר: היי היי דאָלוי פּאָליציי דאָלוי סאַמאָדערזשאַוויע וו׳ראָסיי ברידער און שוועסטער לאָמיר זיך ניט אירצן לאָמיר ניקאָלייַקעלען די יאָרעלעך פֿאַרקירצן כאָר נעכטן האָט ער געפֿירט אַ וועגעלע מיט מיסט הייַנט איז ער געוואָרן אַ קאַפּיטאַליסט כאָר ברידער און שוועסטער לאָמיר גיין צוזאַמען לאָמיר ניקאָלייַקעלען באַגראָבן מיט דער מאַמען כאָר קאָזאַקן זשאַנדאַרמען אַראָפּ פֿון די פֿערד דער רוסישער קייסער ליגט שוין אין דרערד כאָר | In ale gasn vu men geyt Hert men zabastovkes. Yinglekh, meydlekh, kind-un-keyt Shmuesn fun nabovkes. Genug shoyn brider horeven, Genug shoyn borgn-layen, Makht a zabastovke, Lomir brider zikh bafrayen! Brider un shvester, lomir zikh gebn di hent, Lomir Nikolaykelen tsebrekhn di vent! Khor: Hey, hey! doloy politsey! Doloy samoderzhavye v Rosey! Brider un shvester, lomir zikh lit irtsn, Lomir Nikolaykelen di yorelekh farkirtsn! Khor Nekhtn hot er gefirt a vegele mist, Haynt iz er gevorn a kapitalist! Khor Brider un shvester, lomir geyn tsuzamen, Lomir Nikolaykelen bagrobn mit der mamen! Khor Kozakn, zhandarmen! arop fun di ferd! Der rusisher keyser ligt shoyn in dr’erd! Khor | Dans chaque rue où vous allez vous entendez des grondements. Hommes, femmes, enfants, familles parlent de grève. Frères, assez de vos corvées, assez d'emprunts, Nous faisons grève, Frères, libérons-nous ! Frères et sœurs, unissons-nous, démolissons les murs du petit tsar Nicolas ! Refrain : Hé, hé, à bas la police ! À bas la classe dirigeante de la Russie ! Frères et sœurs, oublions les formalités, réduisons les années du petit Nicolas ! Refrain : Hier, il conduisait un petit chariot rempli d'ordures, aujourd'hui, il est devenu capitaliste ! Refrain : Frères et sœurs, réunissons-nous tous, enterrons le petit Nicolas avec sa mère ! Refrain : Cosaques et gendarmes, descendez de vos chevaux ! Le tsar russe est déjà mort et enterré ! Refrain |